# Wygon (Jadowniki)
Wygon – część wsi Jadowniki w Polsce, położona w województwie świętokrzyskim, w powiecie starachowickim, w gminie Pawłów.
W latach 1975–1998 Wygon administracyjnie należał do województwa kieleckiego.